# Hey DJ (The Opposites)
Hey DJ is een Hip hopsingle van het Nederlandse rapduo The Opposites uit 2012. Met Hey DJ breken ze met hun oude stijl doordat in dit nummer meer de invloed van electropop te horen is. Het nummer werd direct een 3FM Megahit. Op 8 december werd het de Alarmschijf.
De videoclip werd geregisseerd door Selwyn de Wind en ging eind november 2012 in première. Er werden opnames gemaakt in verschillende wijken en feesten op Curaçao. Ze wilden in de clip vooral het echte Curaçao laten zien.

## Hitnoteringen

### Nederlandse Top 40
| Hitnotering: 01-12-2012 t/m 16-02-2013 | Hitnotering: 01-12-2012 t/m 16-02-2013 | Hitnotering: 01-12-2012 t/m 16-02-2013 | Hitnotering: 01-12-2012 t/m 16-02-2013 | Hitnotering: 01-12-2012 t/m 16-02-2013 | Hitnotering: 01-12-2012 t/m 16-02-2013 | Hitnotering: 01-12-2012 t/m 16-02-2013 | Hitnotering: 01-12-2012 t/m 16-02-2013 | Hitnotering: 01-12-2012 t/m 16-02-2013 | Hitnotering: 01-12-2012 t/m 16-02-2013 | Hitnotering: 01-12-2012 t/m 16-02-2013 | Hitnotering: 01-12-2012 t/m 16-02-2013 | Hitnotering: 01-12-2012 t/m 16-02-2013 | Hitnotering: 01-12-2012 t/m 16-02-2013 |
| Week:                                  | 1                                      | 2                                      | 3                                      | 4                                      | 5                                      | 6                                      | 7                                      | 8                                      | 9                                      | 10                                     | 11                                     |                                        |                                        |
| -------------------------------------- | -------------------------------------- | -------------------------------------- | -------------------------------------- | -------------------------------------- | -------------------------------------- | -------------------------------------- | -------------------------------------- | -------------------------------------- | -------------------------------------- | -------------------------------------- | -------------------------------------- | -------------------------------------- | -------------------------------------- |
| Positie:                               | 34                                     | 25                                     | 20                                     | 18                                     | 18                                     | 18                                     | 23                                     | 24                                     | 25                                     | 36                                     | 38                                     | uit                                    |                                        |

### NederlandseSingle Top 100
| Positie: | 36 | 34 | 35 | 31 | 24 | 21 | 28 | 35 | 40 | 48 | 40 | 66 | 91 | 74 | 76 | uit |